# Senova
Senova — упразднённая автомобильная марка, принадлежавшая китайскому автопроизводителю BAIC Motor, дочерней компании BAIC Group. Она была основана в марте 2012 года.

## История
В конце 2009 года компания BAIC Group приобрела права на интеллектуальную собственность шведского автопроизводителя Saab на модели 9-3 и 9-5, а также связанные с ними технологии силовых агрегатов, чтобы поддержать разработку автомобилей собственного бренда.
Первой серийной моделью бренда Senova стал субкомпактный пятидверный хэтчбек D20, продажи которого начались в марте 2012 года в Китае. В том же году в Гуанчжоу дебютировала серийная версия Senova D70. В июле 2019 года в Пекине начались предварительные продажи Beijing Zhida X3.
15 мая 2020 года компания BAIC Group объявила об официальном запуске бренда «BEIJING» вместо бренда Senova.

## Модельный ряд

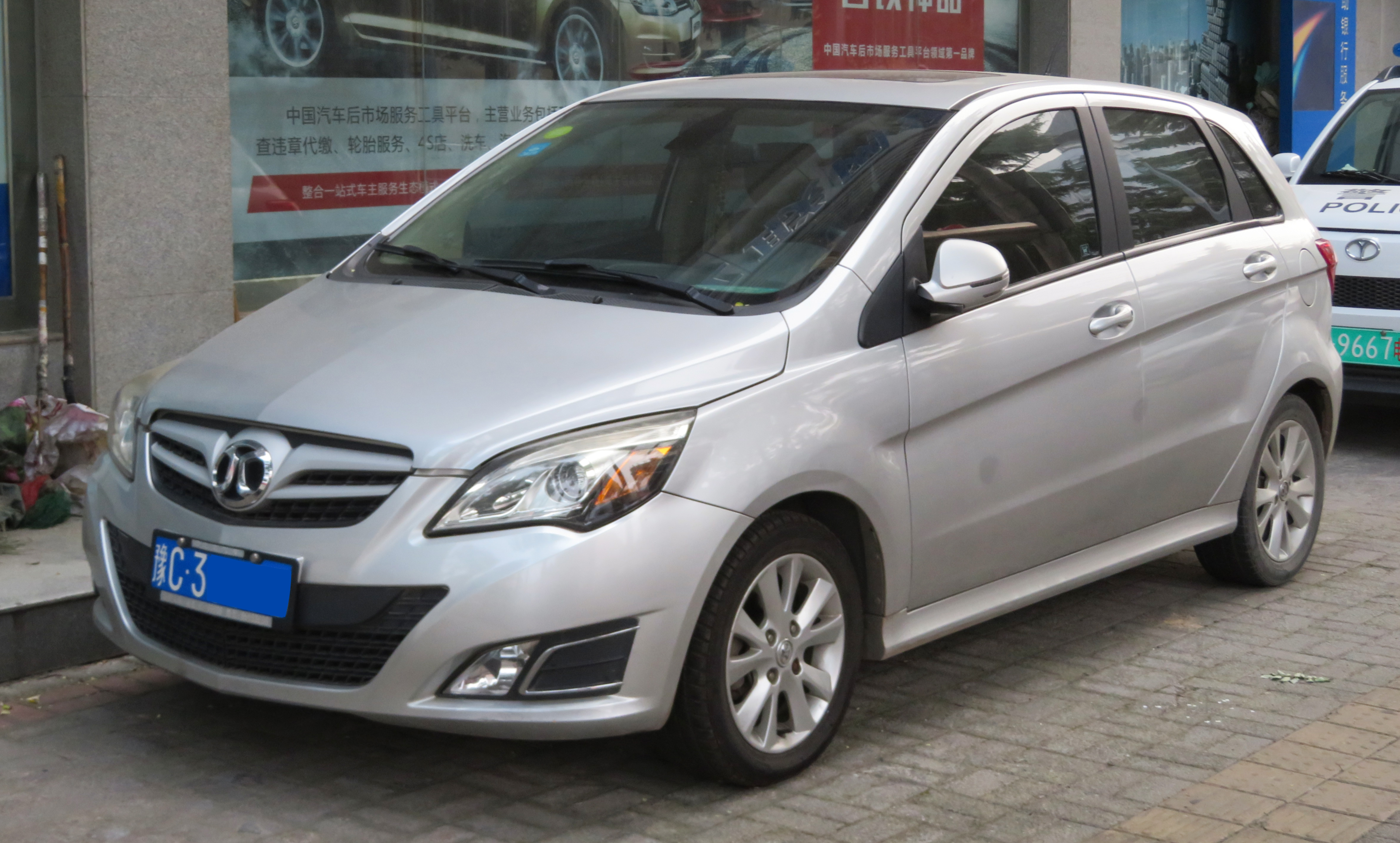
Хетчбэк Senova D20 (официально BAIC Motor E-Series)

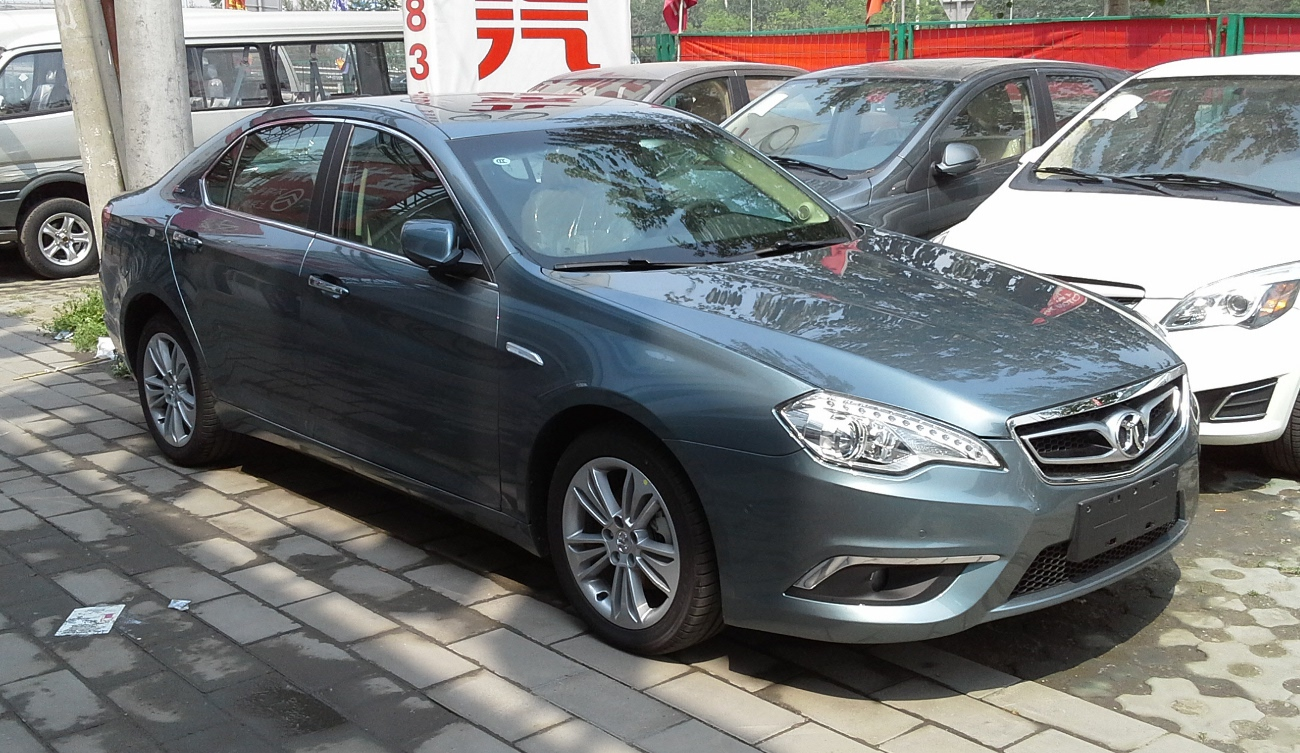
Senova D70

- Senova D20 — субкомпактный пятидверный хетчбэк и четырёхдверный седан[5]
- Senova D50
- Senova D60 (снят с производства в 2017 году)
- Senova CC (снят с производства в 2017 году)
- Senova D70 (официально Beijing Auto C70G)
- Senova D80 (снят с производства в 2017 году)
- Senova X25
- Senova X35
- Senova X55
- Senova X65 (снят с производства в 2017 году)

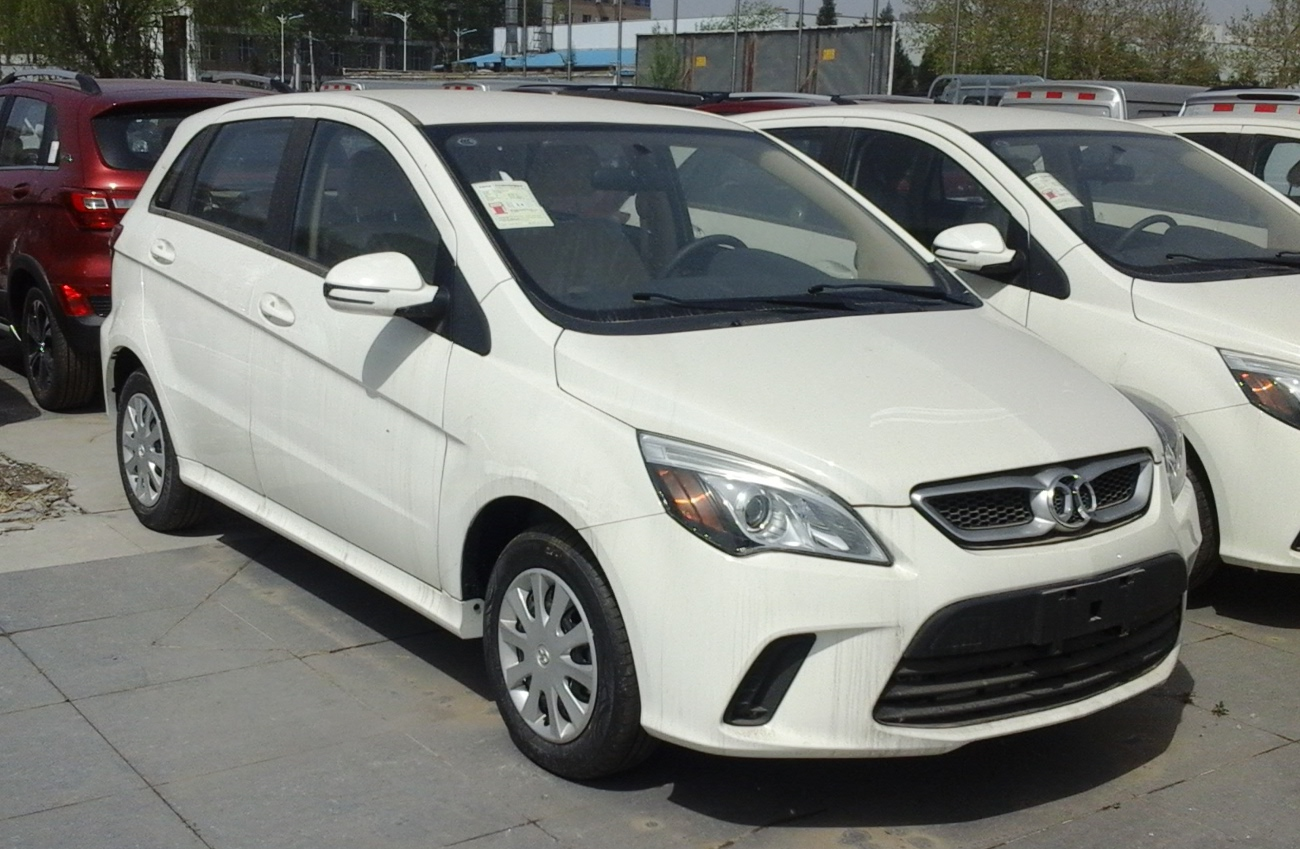
Хетчбэк Senova D20
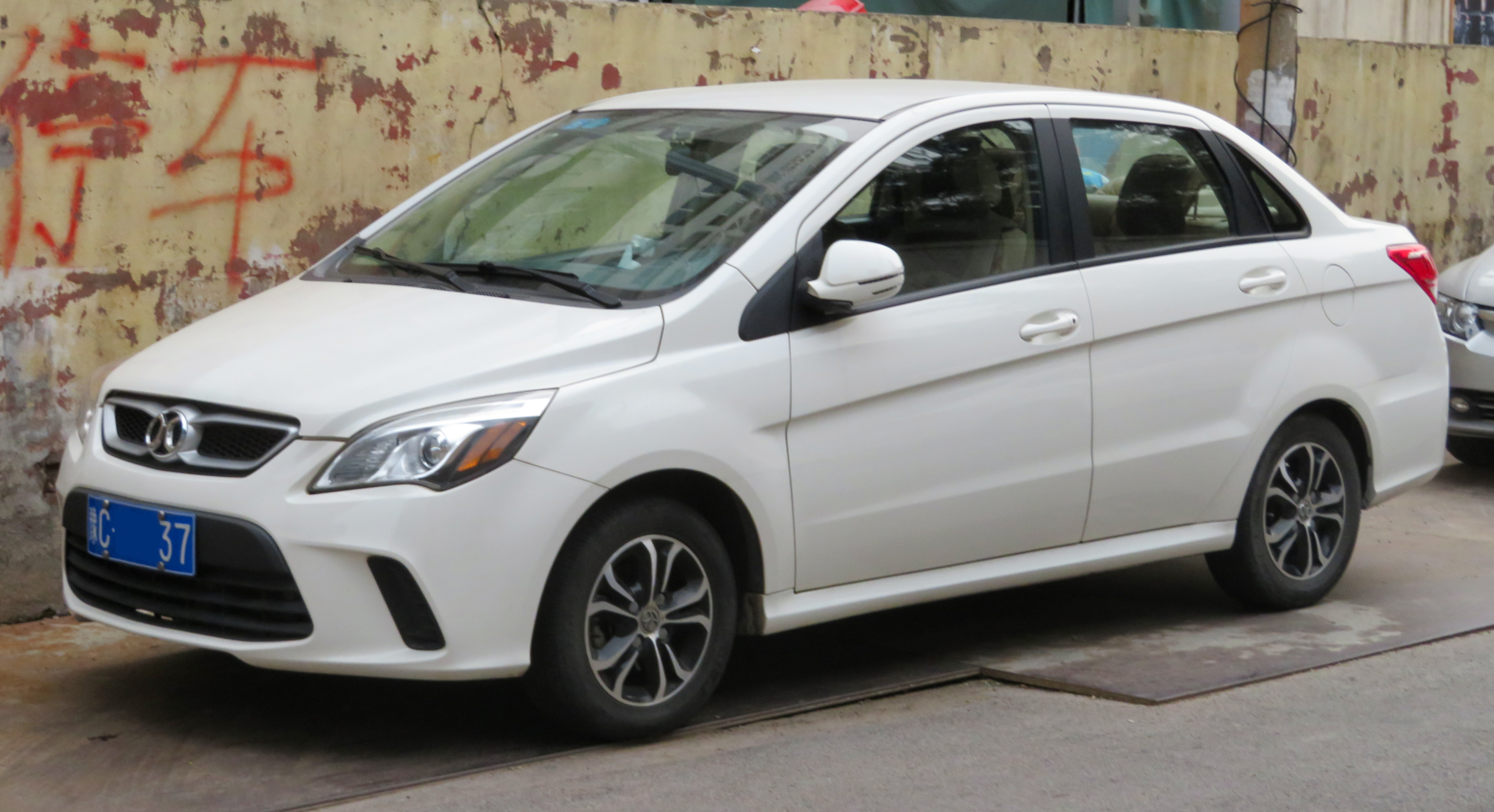
Седан Senova D20
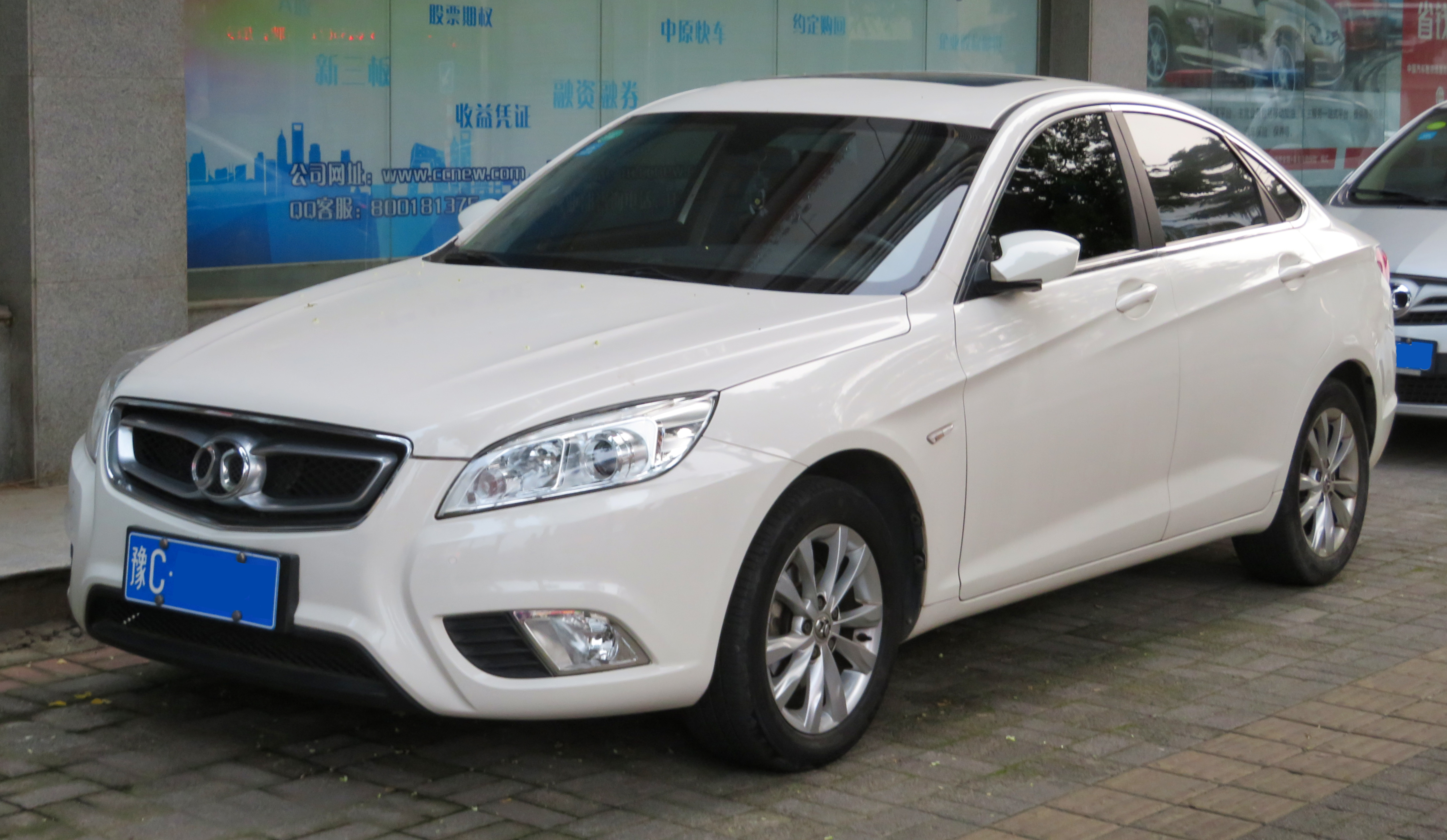
Senova D50
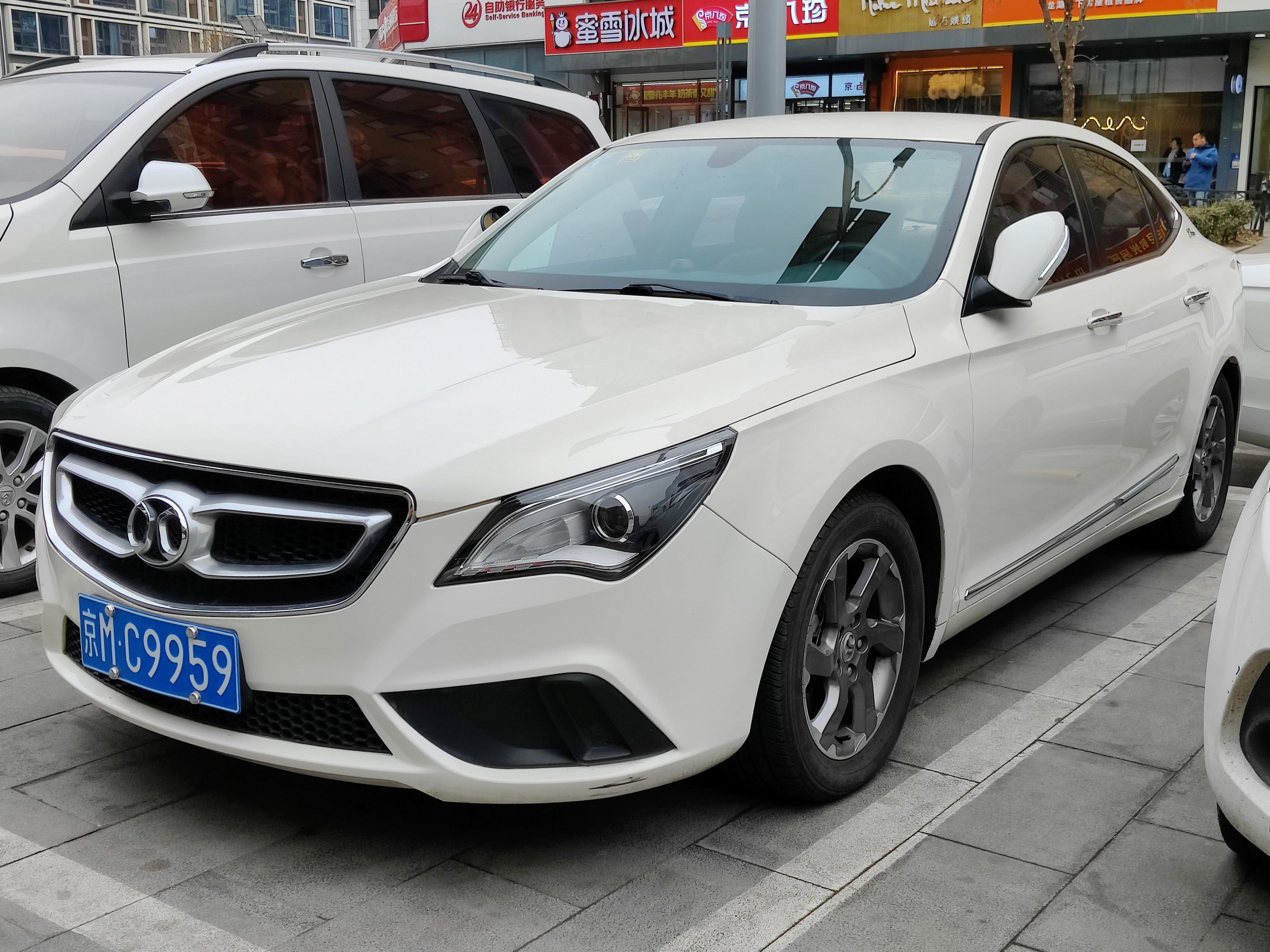
Senova D60
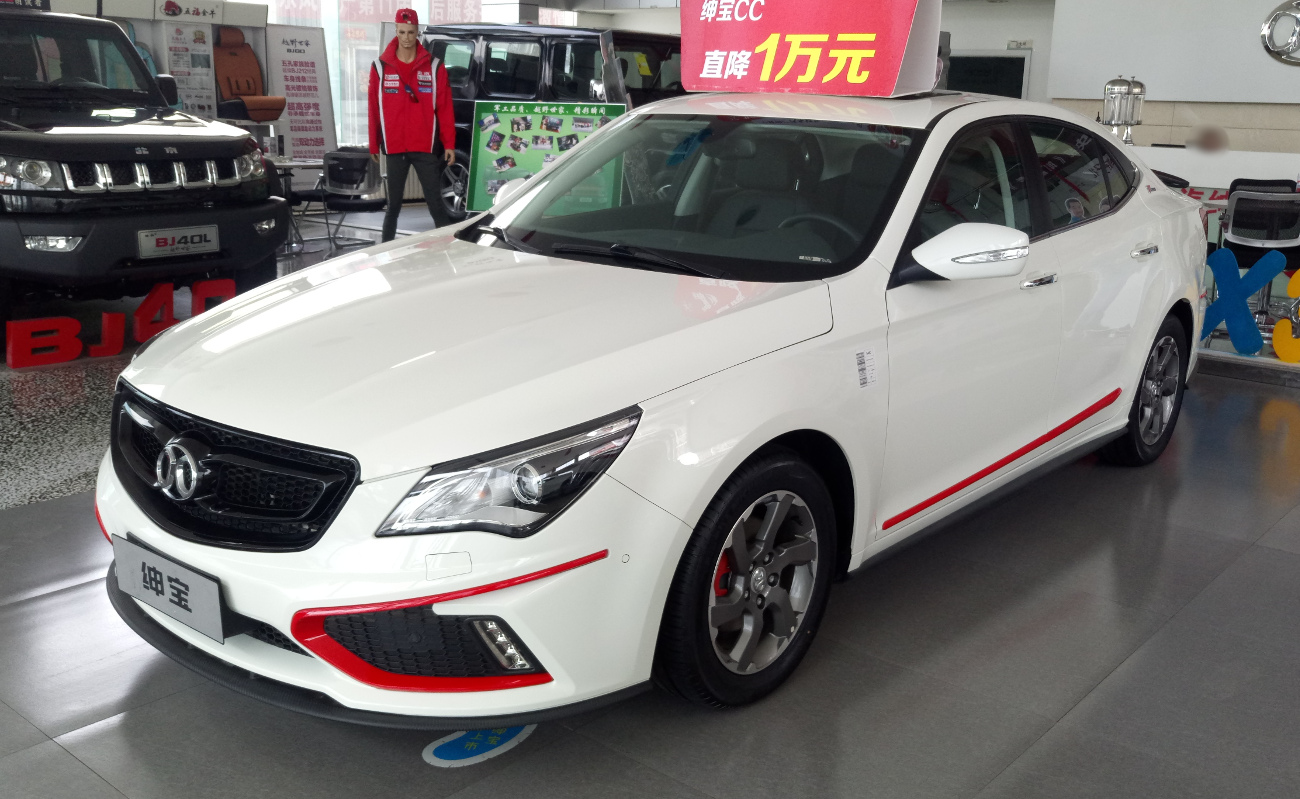
Senova CC
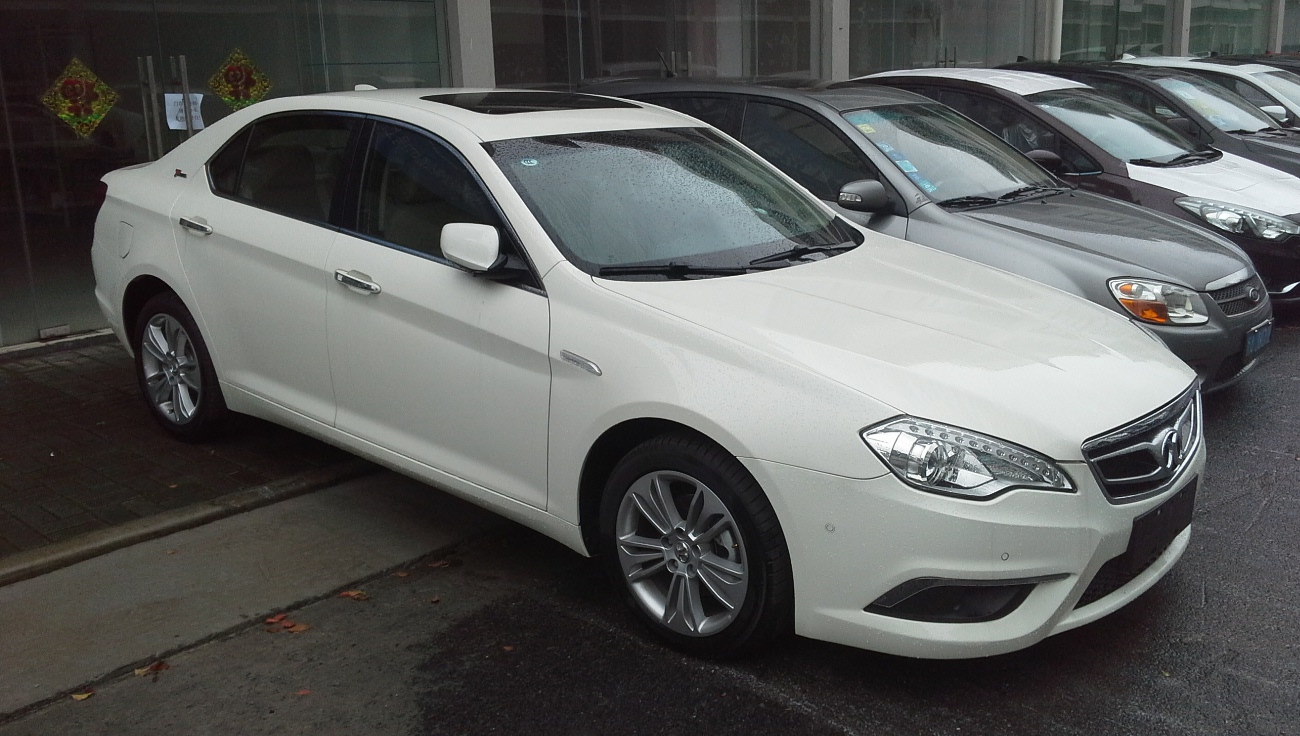
Senova D70
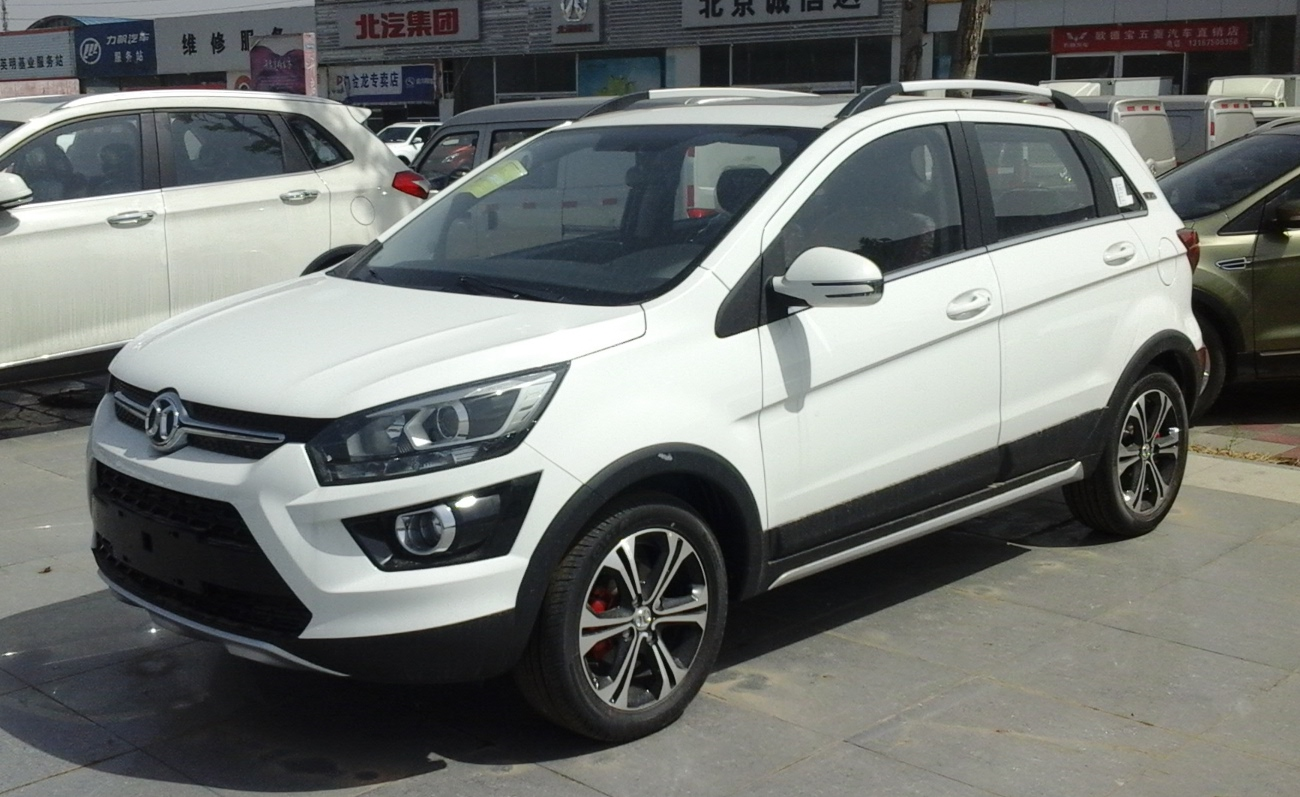
Senova X25
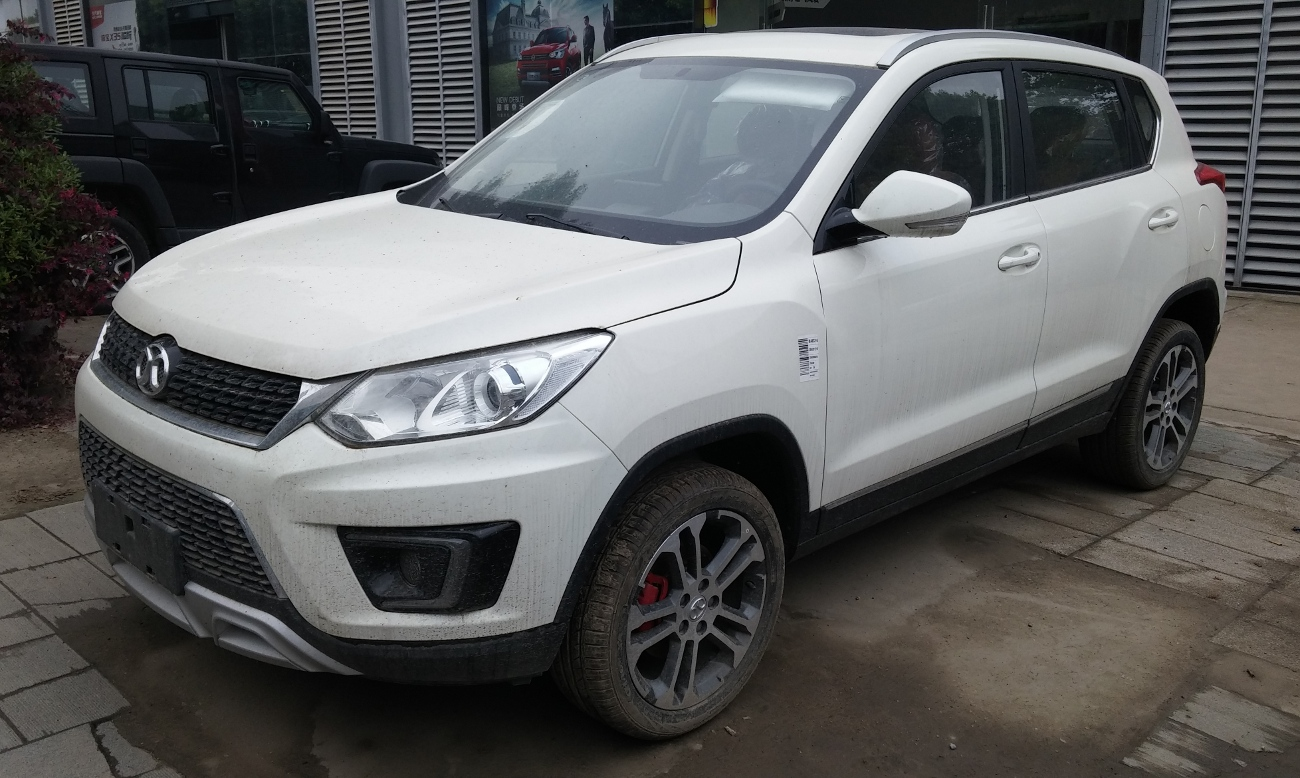
Senova X35
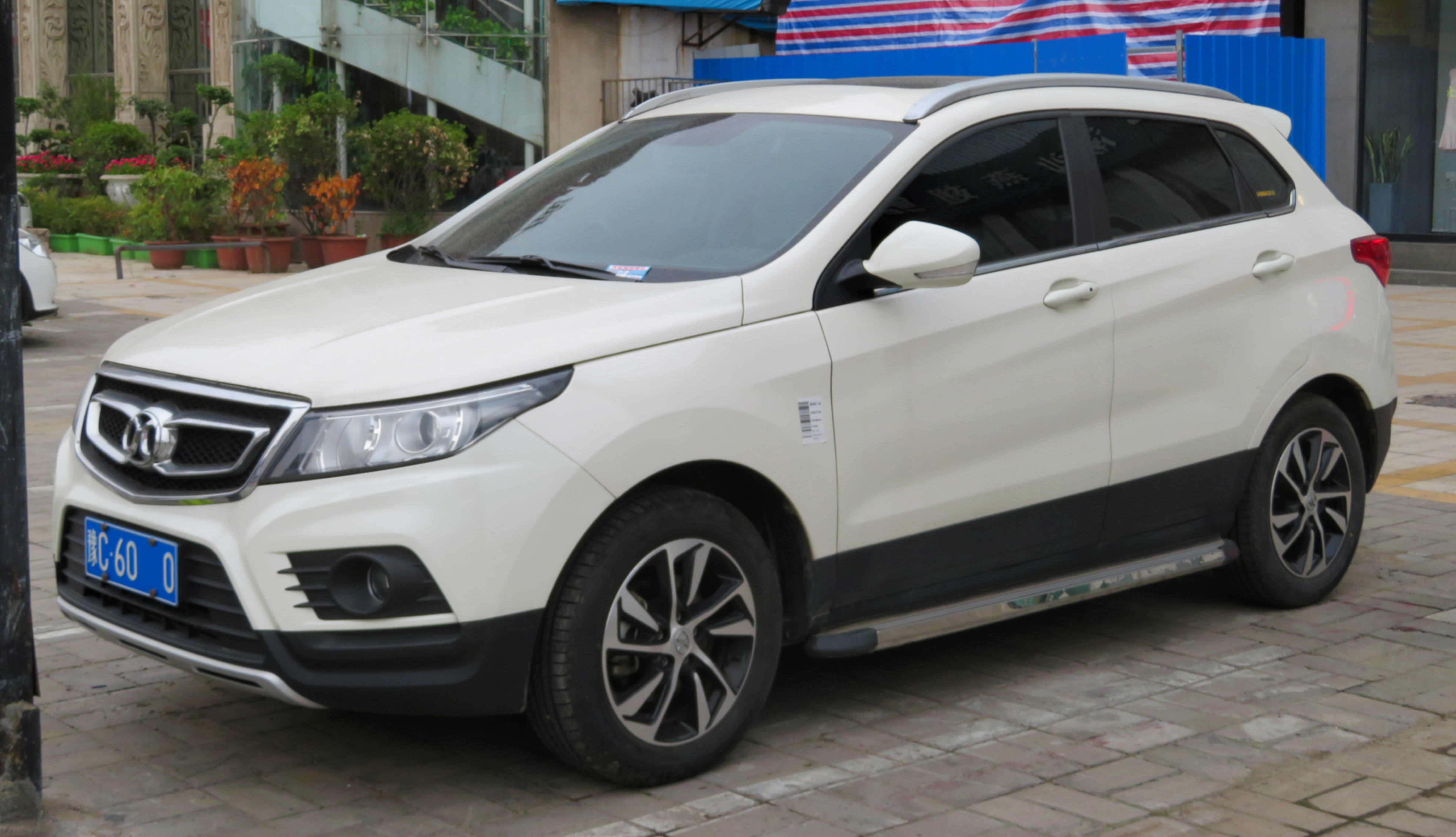
Senova X55
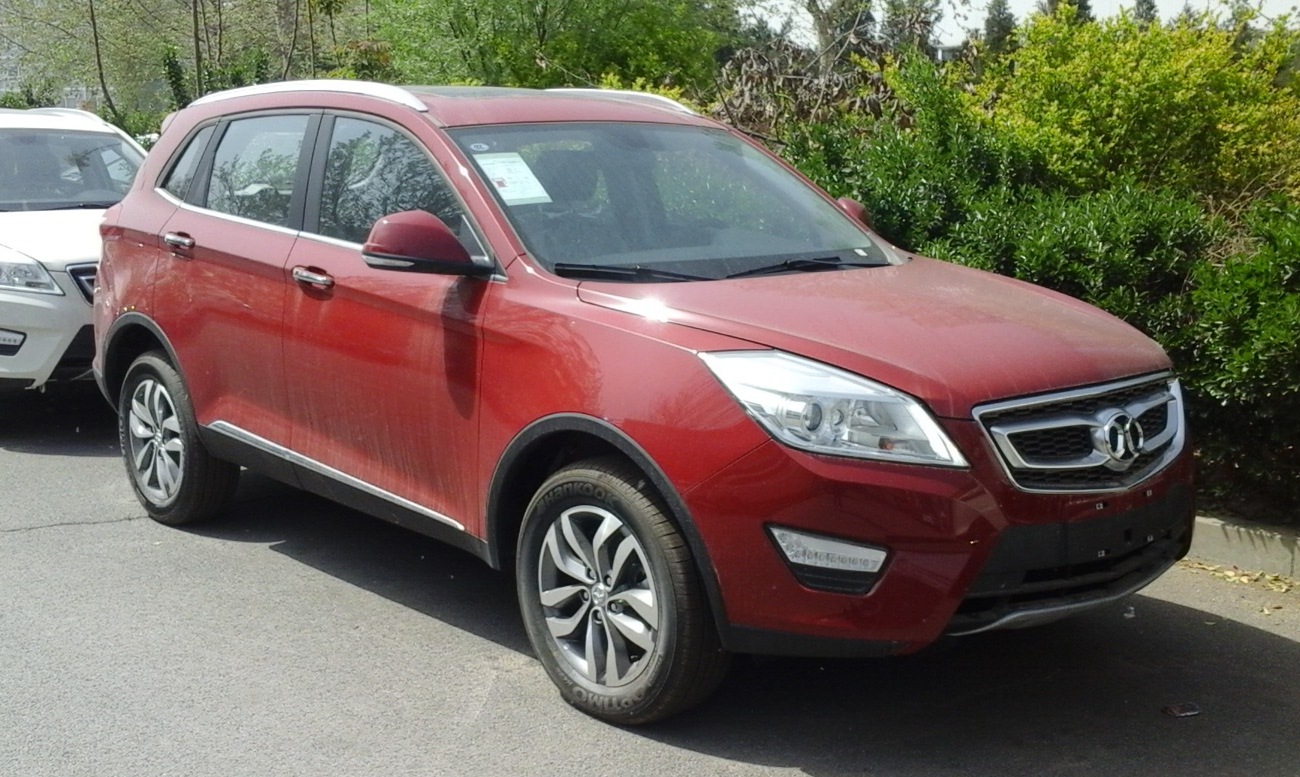
Senova X65
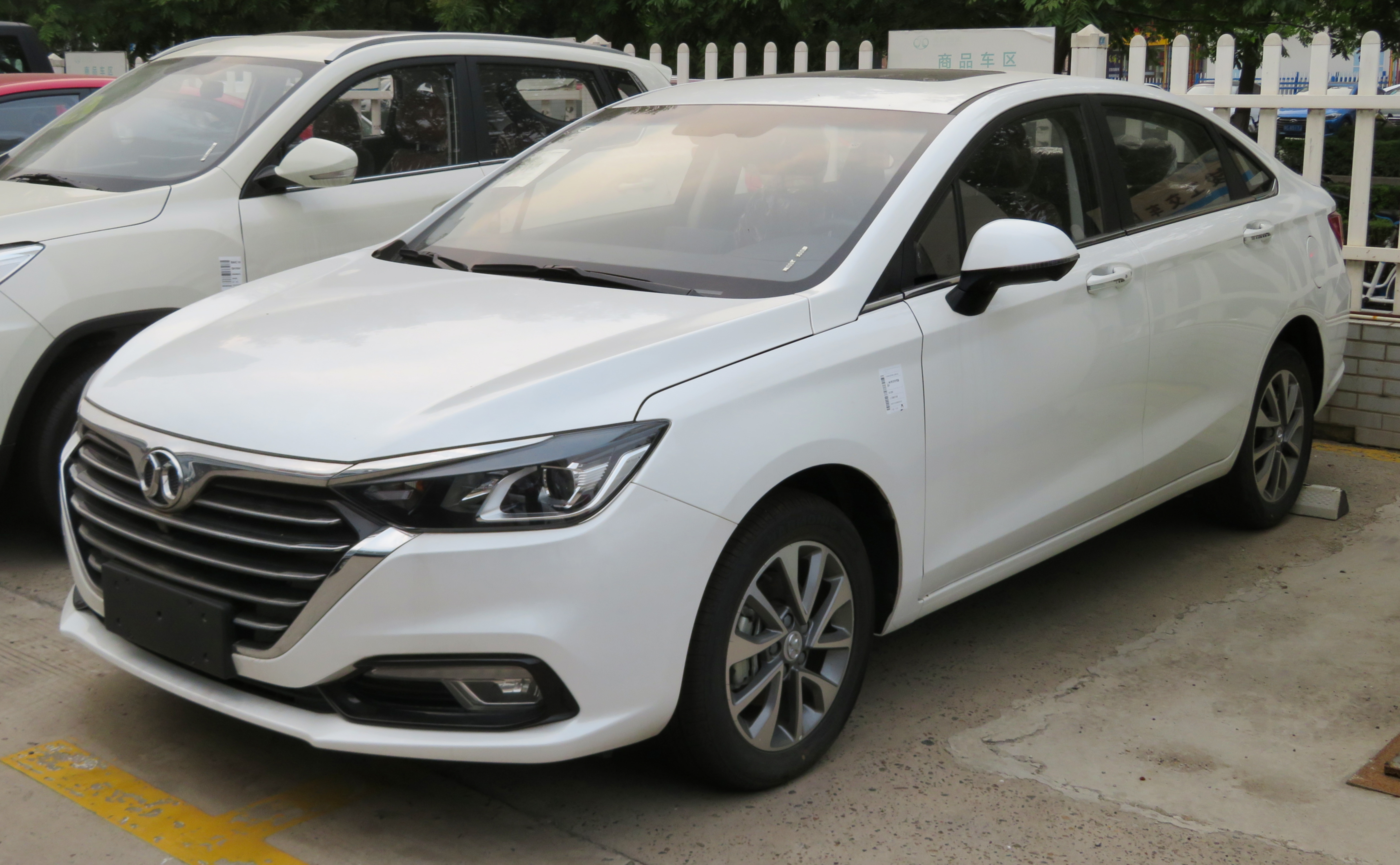
Senova D50 II
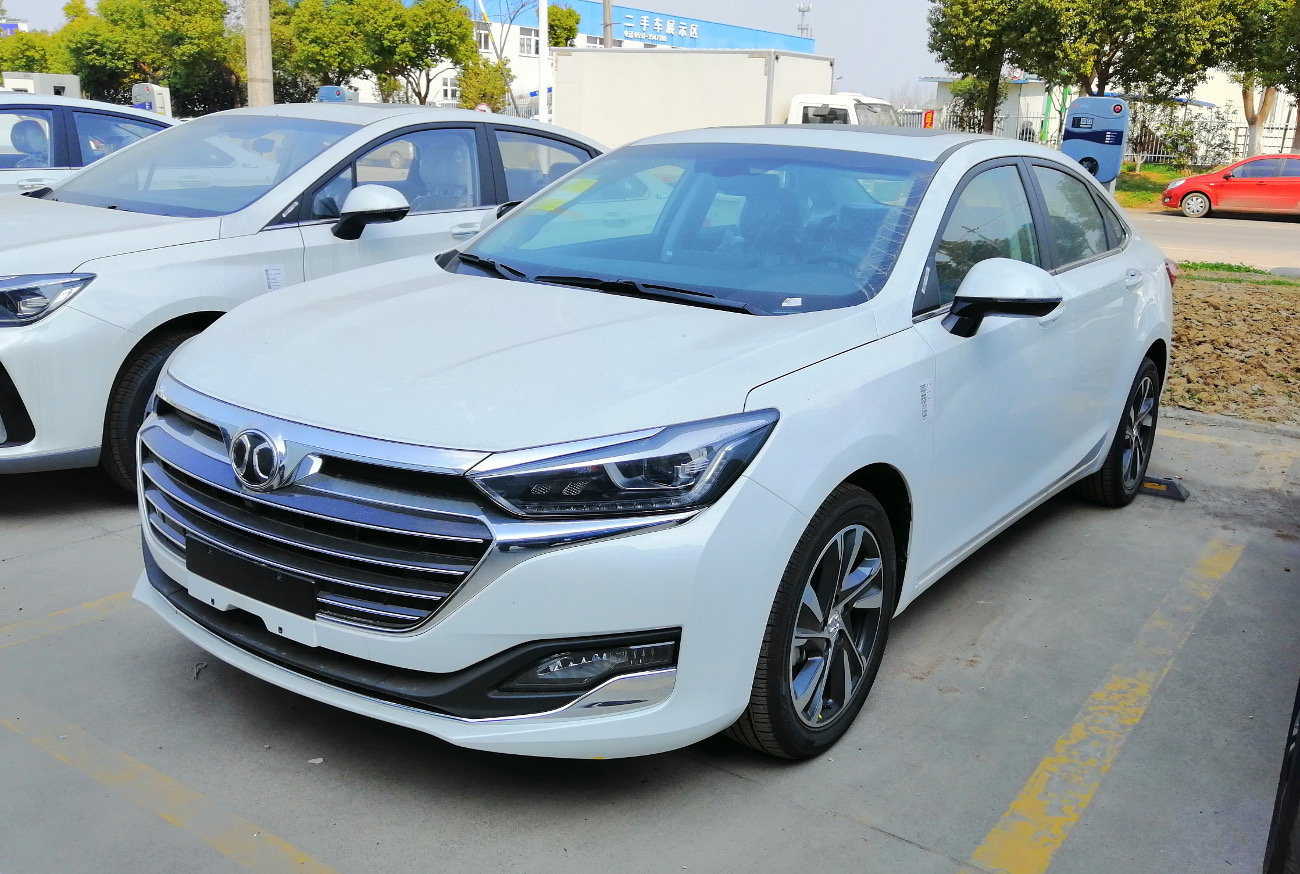
Senova Zhidao
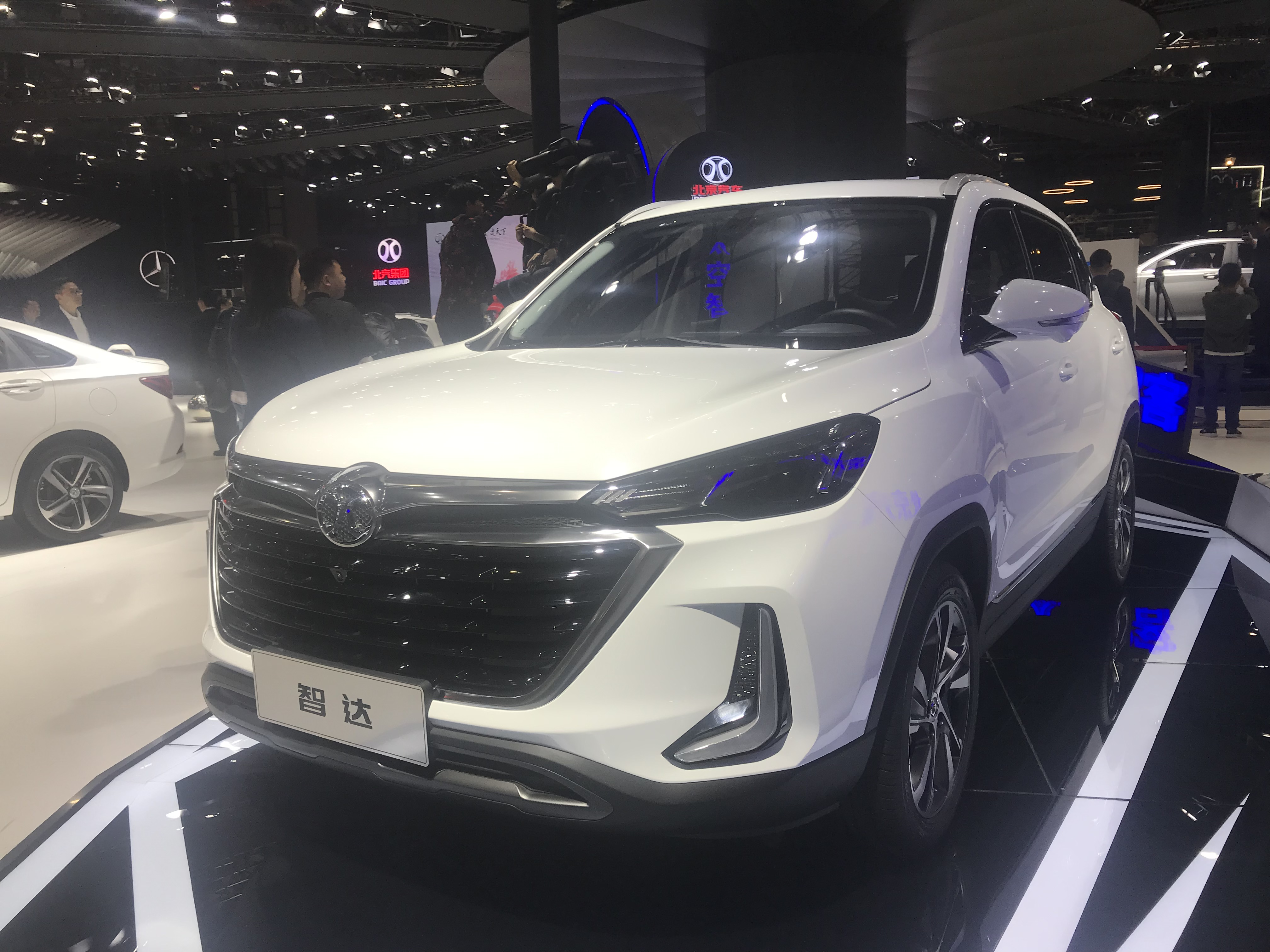
Senova Zhida
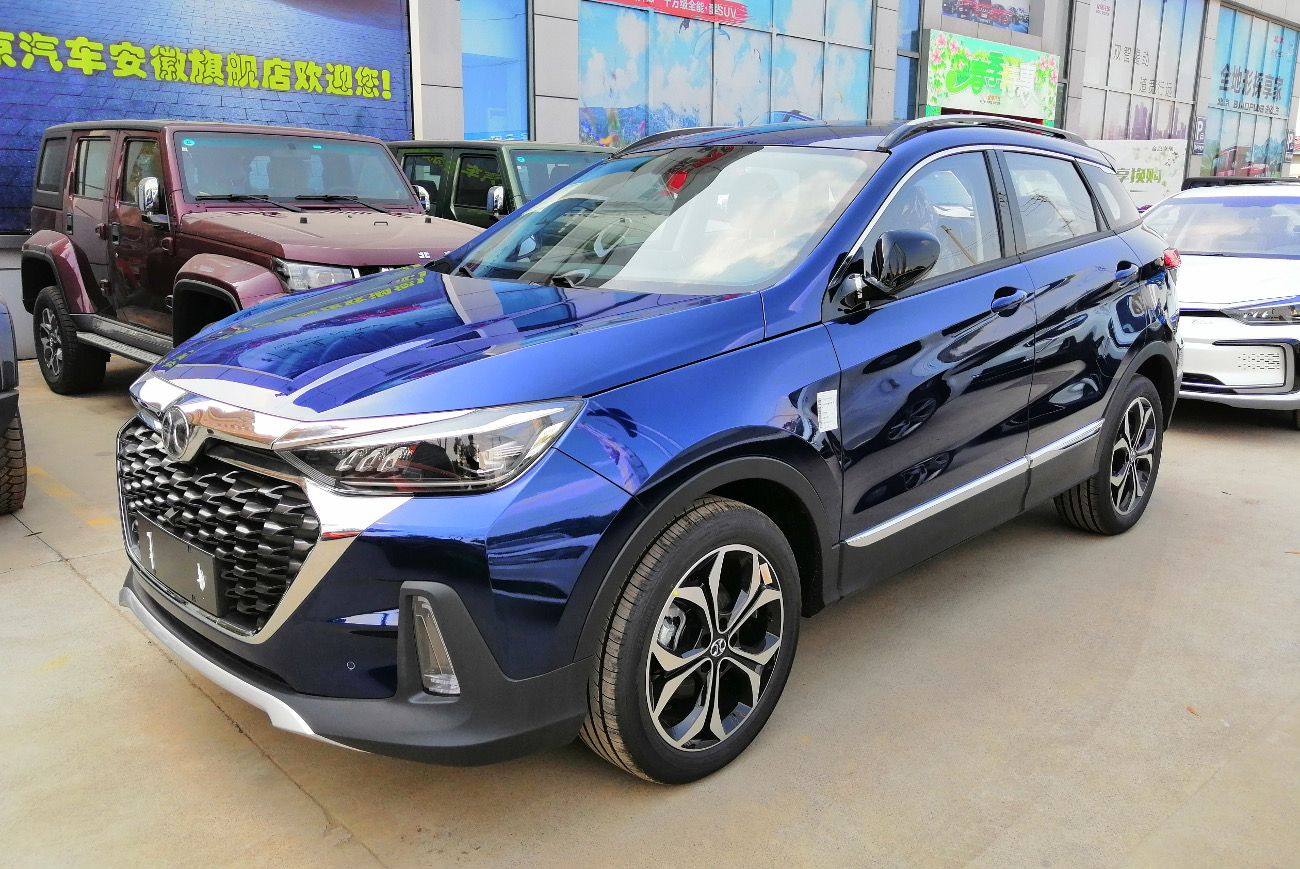
Senova Zhixing

## Концепт-кары
В 2012 году на выставке Auto China был представлен ряд концепт-каров Senova, в том числе среднеразмерный седан C50E, представительский седан C60F, люксовый седан C90L и внедорожник C51X. 900 (S900) и C90L — первые прототипы, созданные итальянской дизайн-студией Fioravanti для Senova.

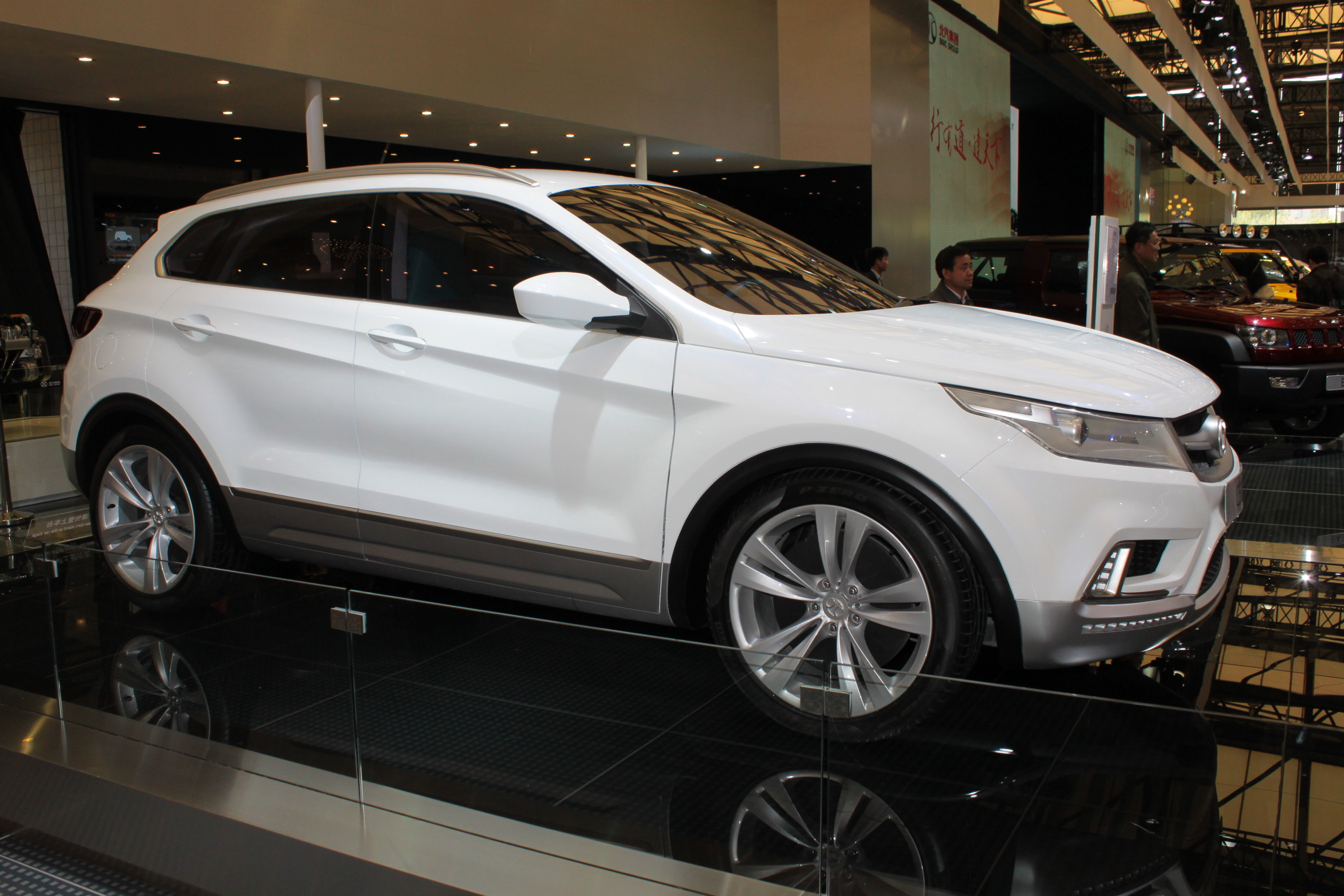
BAIC C51X
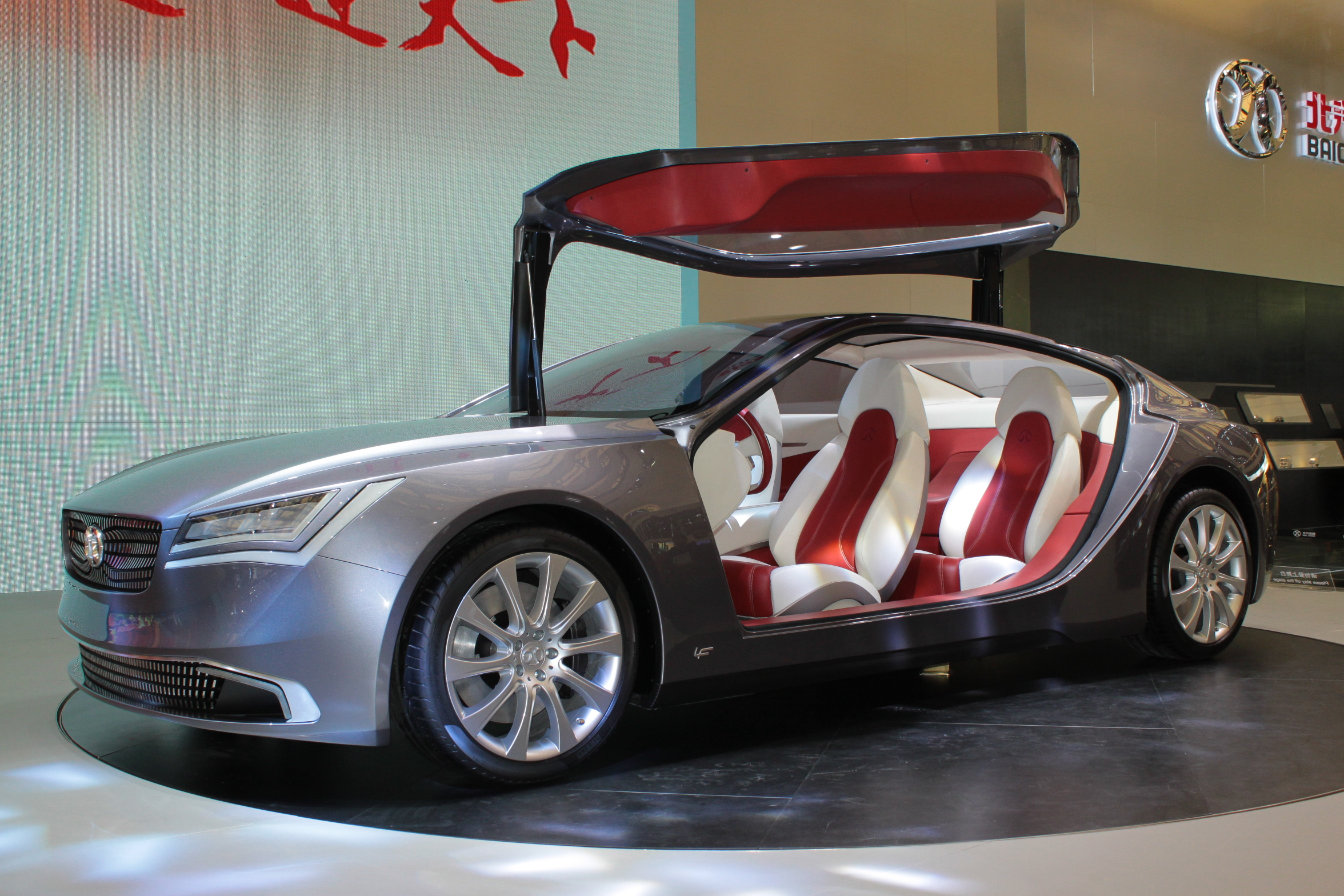
Concept 900, разработанный студией Fioravanti

## Продажи
С марта по декабрь 2012 года было продано 20008 единиц Senova D20.